# 冯家镇 (彰武县)
冯家镇，是中华人民共和国辽宁省阜新市彰武县下辖的一个乡镇级行政单位。

## 行政区划
冯家镇下辖以下地区：
小沙力土村、林家村、王家街村、侯贝营子村、那力村、柏家村、哈大冷村和得力村。